# Mirella Cesa
Mirella Cesa (sinh ngày 18 tháng 12 năm 1984 tại Guayaquil) là một ca sĩ người Ecuador đã giành được một số giải thưởng và được gọi là "mẹ của Andipop " (nhạc pop Andean).

## Tuổi thơ
Khi Mirella còn nhỏ, bà sẽ đến thăm người dì của mình, người sẽ chơi nhạc của Armando Manzanero, Leo Dan, Ana Belen, Vikki Carr, trong số những người khác. Bà được coi là một người trẻ "già", vì bà thích nghe nhạc "trưởng thành" có ý nghĩa. Bà bắt đầu hát tại các cuộc tụ họp của bạn bè và gia đình, nhà thờ và các bữa tiệc. Sau đó, bà bắt đầu các bài học guitar để bổ sung cho sáng tác và hát của mình. Một ngày sau khi tốt nghiệp trung học, bà đi đến Miami để tìm kiếm cơ hội âm nhạc. Sau đó, bà đã gặp nhà sản xuất thành công Rudy Perez, và ngay sau đó bắt đầu thu âm album đầu tiên của mình. Trong số 80 bài hát của riêng mình, bà đã chọn ra 13 bài hay nhất và trong số đó chỉ có 8 bài trong album, cũng như các bài hát của Rudy Pérez, Mario Patiño, Ernesto Alejandro Patiño và Alejando Saber. Mirella trộn nhạc Andean với nhạc pop. Nhạc cụ của bà là charango, một nhạc cụ bản địa có âm thanh như đàn hạc và có các đặc tính của guitar.

## Sự nghiệp
Trên bình diện quốc tế, bà là nữ nghệ sĩ đầu tiên giành giải thưởng "Nguyên tắc Los 40" tại Tây Ban Nha đại diện cho Ecuador, được đề cử cho Giải thưởng âm nhạc MTV châu Âu 2014 tại Mỹ cho Trung tâm nghệ sĩ xuất sắc nhất. Bà đã tham gia Telethon 20 30 Panama ba lần, là một trong những người này, đồng tác giả của bài hát mở đầu. Năm 2012, bà là người mở màn cho chương trình của Elton John, năm nay bà được mời đến Telethon của El Salvador. Ở Colombia, đây là một trong số 21 chuỗi độc nhất thời gian R. với đĩa đơn "Darte Mi Amor" của bà tại thị trường Venezuela, đĩa đơn "Deseo Concedido" và "Corazon Abierto" đã được đưa vào Báo cáo kỷ lục TOP Latino. Bà cũng đã đi lưu diễn quảng cáo ở El Salvador, Costa Rica và các thành phố lớn ở Hoa Kỳ.
Các video của bà đã xoay các kênh âm nhạc từ năm 2010, như HTV, MTV, âm nhạc Argentina Q, K Music Bogota. Giải thưởng Proudly Latin 2010 (chuỗi Mexico là Ritmo Latino), được đề cử trong bốn hạng mục. Hiện tại bà được đề cử cho phần đầu tiên của giải thưởng âm nhạc Heat Latin trong hạng mục nghệ sĩ mới xuất sắc nhất.
Một bản song ca được hát với các nghệ sĩ như Franco de Vita, Carlos Baute, Armando Manzanero và Axel như một phần của chuyến lưu diễn của họ ở Ecuador, cũng như với Alvaro Torres và Gaitanes trong album cuối cùng Deseo Concedido.

## Danh sách đĩa hát

### Album
- Mirella Cesa (2006)
- Dejate Llevar (2010)
- Deseo Concedido (2013)
- La Buena Fortuna (2016)

### Đĩa đơn
- Este Amor
- Manantial de Caricias
- El Amor Es
- Juego de Tres (2009)
- Digan Lo Que Digan (2009)
- Deseo Concedido
- Nhật thực
- 9 Meses
- Darte Mi Amor
- Te Confieso
- La Pregunta De Cajón
- Không có Seré para Ti
- Navidad Como en Casa
- Corazon Abierto
- La Buena Fortuna (kỳ công. Papayo)
- Se Acabo El Amor
- A Besos (Phiên bản âm thanh & đô thị Featie Sie7e)
- Somos
- La Corriente

## Giải thưởng
- Nghệ sĩ xuất sắc nhất năm 2009, Ecuador - Los 40 Nguyên tắc [4][5]
- Nghệ sĩ xuất sắc nhất năm 2010 với dự đoán quốc tế - MBN Ecuador [6]
- Latin trung tâm quốc tế tốt nhất 2014 - mtv ema <đề cử>